# نويل كلوف
نويل كلوف (بالإنجليزية: Noel Clough)‏ هو منافس ألعاب قوى أسترالي، ولد في 25 أبريل 1937.

## روابط خارجية
- نويل كلوف على موقع الاتحاد الدولي لألعاب القوى (الإنجليزية)
- نويل كلوف على موقع النتائج التاريخية لألعاب القوى الأسترالية (الإنجليزية)
- نويل كلوف على موقع اتحاد ألعاب الكومنولث (مؤرشف) (الإنجليزية)